# Hasan Kaimija Zrinović
Šejh Hasan Kaimija Zrinović (Sarajevo, 1625./1635. – Zvornik, 1691.), bosanskohercegovački je teolog i alhamijado književnik bošnjačkog podrijetla, šejh kadirijskog tarikata. Poznat po protumletačkoj pjesmi Pjesma o osvojenju Kandije. Bio je u europskom dijelu Osmanskog Carstva najpopularnija ličnost svog vremena.

## Životopis
Rođen u Sarajevu. Školovao se u Sofiji, gdje je postao derviš i šejh. Vrativši se u rodni grad, postao starješina (šejh) Hadži Sinanove tekije. Sukobio se sa sarajevskim ulemom. Predaja govori da je to bilo što je sudjelovao u pobuni sarajevske sirotinje. 1682./83. muslimanski su seljaci upali u Sarajevo, gdje su udruženi s mještanima ubili kadiju i njegova zamjenika. Radi kažnjavanja počinitelja iz Carigrada je poslan posebni inspektor koji je tim povodom pogubio 12 ljudi, a 56 poslao u zatočeništvo. 
Zbot toga je tada Kaimija protjeran u Zvornik. Zadnjih deset godina života živio je u Zvorniku gdje je bio imam Namazđah džamije.
Napisao je dvije pjesničke zbirke (Divan i Wâridâta). Jedna je na osmanskom turskom, a druga na bošnjačkom. Kaimijina zbirka Wâridâta svojevrsna je kronologija zbivanja u Dalmaciji sedamnaestog stoljeća. Zbirka primarno govori o Kandijskom ratu. Druga zbirka je protiv pušenja duhana.
Vlatko Pavletić uvrstio je Kaimijinu pjesmu O osvojenju Kandije u antološku Zlatnu knjigu hrvatskog pjesništva od početaka do danas.
Često Kaimija spominje Zrinske, zbog čega su neki istraživači pretpostavili da je Kaimiji pravo ime Zrinski (odatle Zrinović).
Prema narodnoj predaji iz velikog poštovanja narod mu je odmah poslije smrti podigao mali turbe s desnu stranu puta Zvornik – Kula, od lomljenog kamena, ćerpiča, i drveta, pokriven šindrom. Proširio ga je Šemsi-beg Tuzlić iz Tuzle, a dodatne radove na krovu Bakir-beg Tuzlić.

## Vanjske poveznice
- Hasan Kaimija  Arhivirana inačica izvorne stranice od 7. listopada 2019. (Wayback Machine)